# Haukipudas
Koordinaten: 65° 11′ N, 25° 21′ O

Wappen von Haukipudas

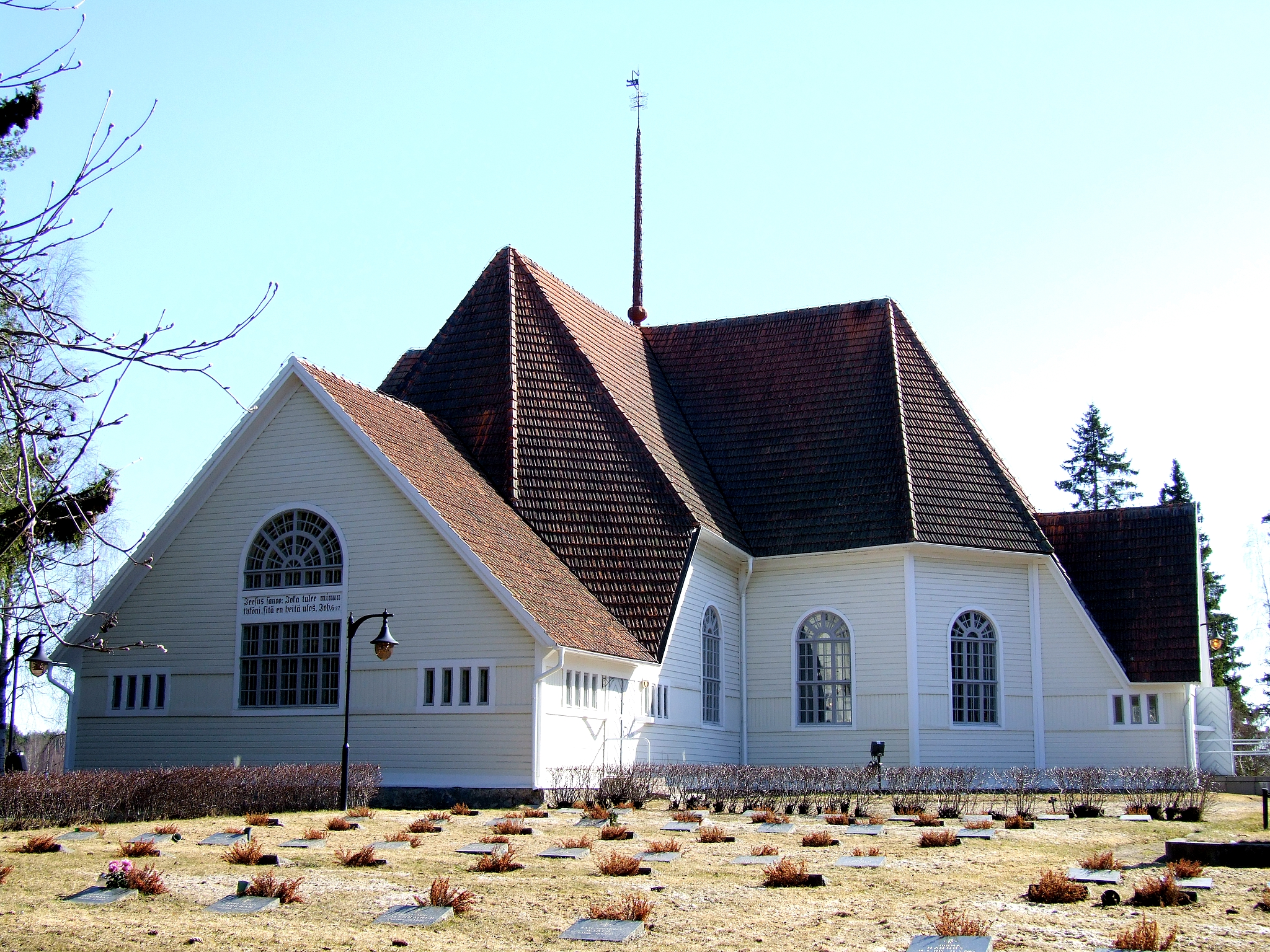
Kirche von Haukipudas

Haukipudas [ˈhɑu̯kipudɑs] ist ein Ort und eine ehemalige Gemeinde im Norden Finnlands. Haukipudas liegt nördlich der Stadt Oulu an der Mündung des Flusses Kiiminkijoki in den Bottnischen Meerbusen. Seit 2013 ist Haukipudas Teil der Stadt Oulu.
Der Ort bedeckt eine Fläche von 1.023,68 km2, davon sind 10,49 km2 Binnenwasserfläche und 573,44 km2 Meereswasserfläche. Die ehemals selbstständige Gemeinde hatte die Gemeindenummer 084. Zum Zeitpunkt der Auflösung der Gemeinde am 31. Dezember 2012 hatte sie 19.053 Einwohner, die Bevölkerungsdichte betrug 43,3 Ew./km². Die Gemeinde gehörte zur Verwaltungsgemeinschaft Oulu.

## Gemeindegliederung
Zum ehemaligen Gemeindegebiet gehörten mehrere unbewohnte Inseln, Schären und Sandbänke im Bottnischen Meerbusen, darunter Hietakari, Hoikka-Hiue, Iso-Hiue, Kattilankalla, Kellon Kraaseli, Kotakari, Kropsu, Laitakari, Lönkytin, Nimetön (deutsch „Namenlos“) und Santapankki („Sandbank“). Das 1939 vor der Insel Kattilankalla gesunkene Dampfschiff SS Telma ist ein beliebtes Ziel von Hobbytauchern.

## Geschichte
Die Gemeinde erlangte 1866 die kommunale Selbständigkeit und gehörte zuvor zur Gemeinde Ii. Trotz ihrer für nordfinnische Verhältnisse beträchtlichen Einwohnerzahl besaß die Gemeinde keine Stadtrechte. Haukipudas unterhält Partnerschaften zu den Städten Steinheim (Deutschland), Busko-Zdrój (Polen), Specchia (Italien) Szigetszentmiklós (Ungarn), Cēsis (Lettland) und Kronstadt (Russland).
Der namensgebende Hauptort der ehemaligen Gemeinde hat rund 6.500 Einwohner und liegt rund 22 km nördlich von Oulu. Rund drei Kilometer entfernt ist um den Bahnhof von Haukipudas an der Strecke Oulu-Tornio das „Bahnhofsdorf“ (finn. Asemakylä) gewachsen. Daneben umfasst Haukipudas die Fischerdörfer Halosenniemi und Kiviniemi sowie die landeinwärts gelegenen Orte Santaholma, Ukonkaivos, Martinniemi, Onkamo, Holstinmäki, Häyrysenniemi, Jokikylä, Kalimeenkylä, Kello, Parkumäki, Takkuranta und Virpiniemi.
Waren bis in die jüngere Vergangenheit Land- und Forstwirtschaft sowie Fischerei die Haupterwerbszweige, so hat sich Haukipudas in den letzten Jahrzehnten zu einem Hochtechnologiestandort entwickelt; einer der größten Arbeitgeber ist das Werk des Telekommunikationskonzerns Sanmina SCI.

## Kultur und Sehenswürdigkeiten
Die Hauptsehenswürdigkeit ist die Holzkirche der evangelischen Kirchengemeinde. Ihr freistehender Glockenturm wurde 1751 erbaut, das Kirchengebäude selbst in den Jahren 1762–64. In ihrem Innenraum finden sich mehrere gut erhaltene  Werke des Kirchenmalers Mikael Toppelius, darunter eine Darstellung des Letzten Abendmahls (1779). An der Außenwand des Kirchturms ist ein für die Landschaft Österbotten typischer vaivaisukko (um 1850) aufgestellt, ein Opferstock in Form einer lebensgroßen Mannesstatue, die mit ausgestreckter Hand um Almosen für die Armen bittet. Die milden Gaben werden über einen Schlitz in die Brust des hölzernen Bettlers befördert.

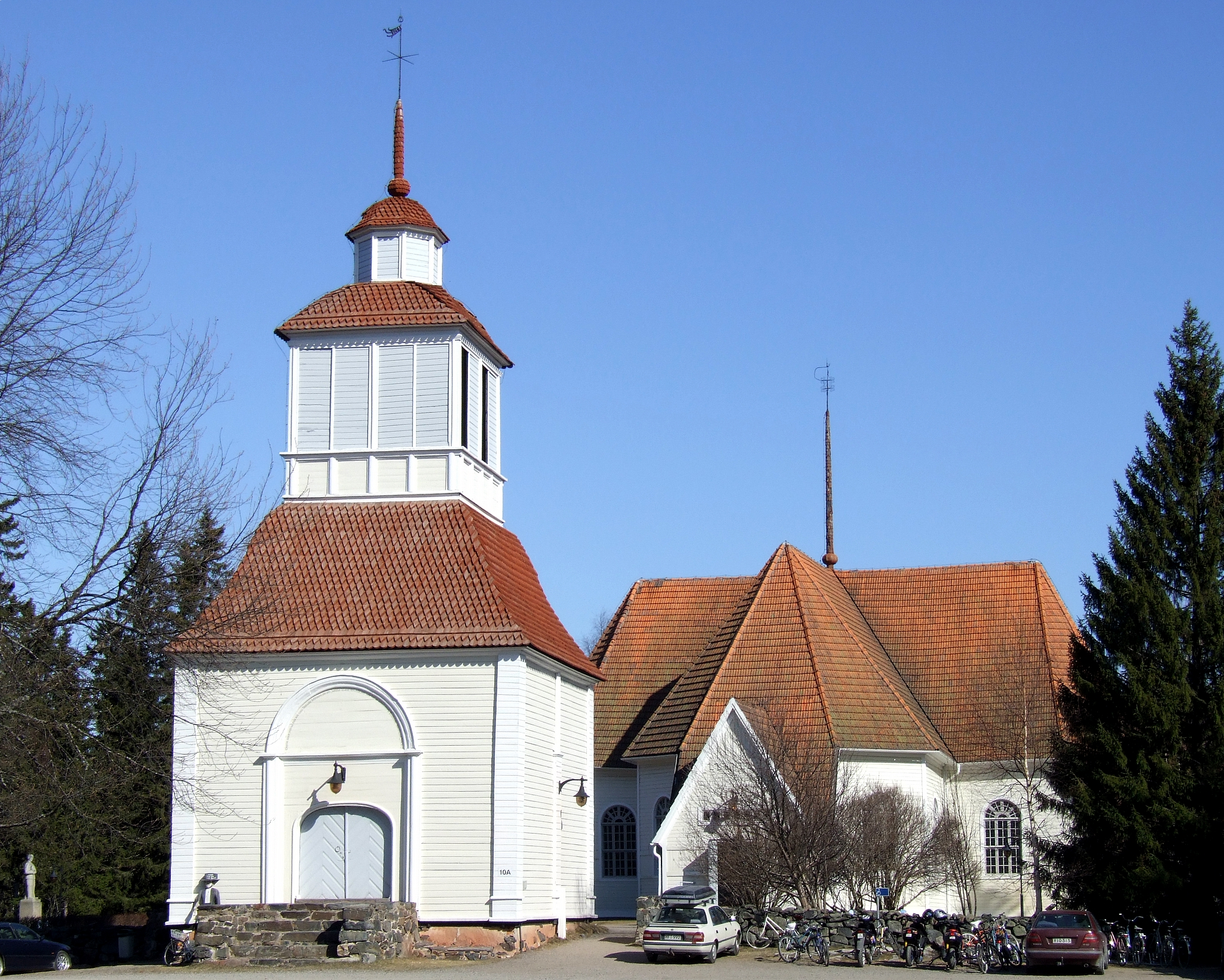
Der Glockenturm
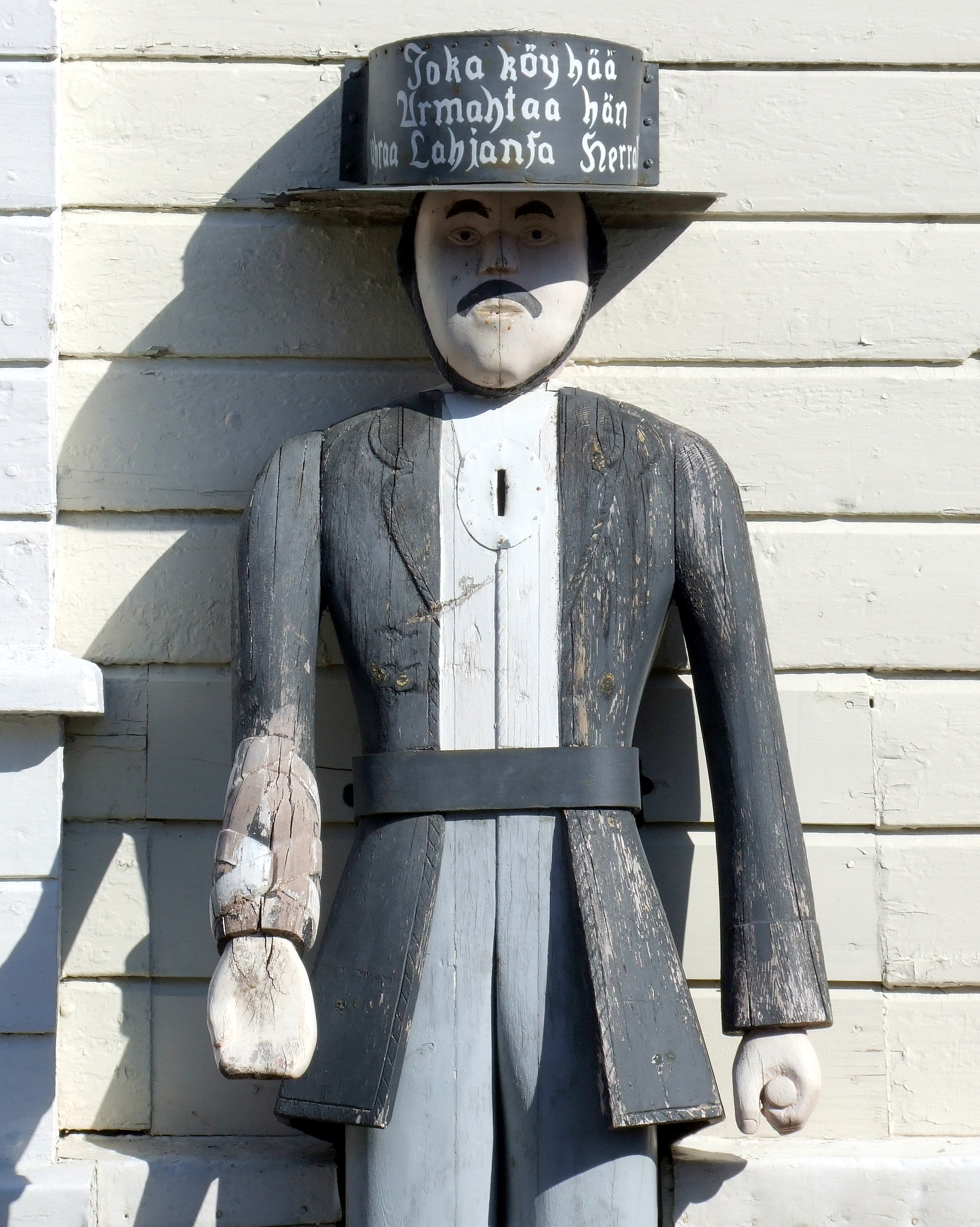
Der Vaivaisukko
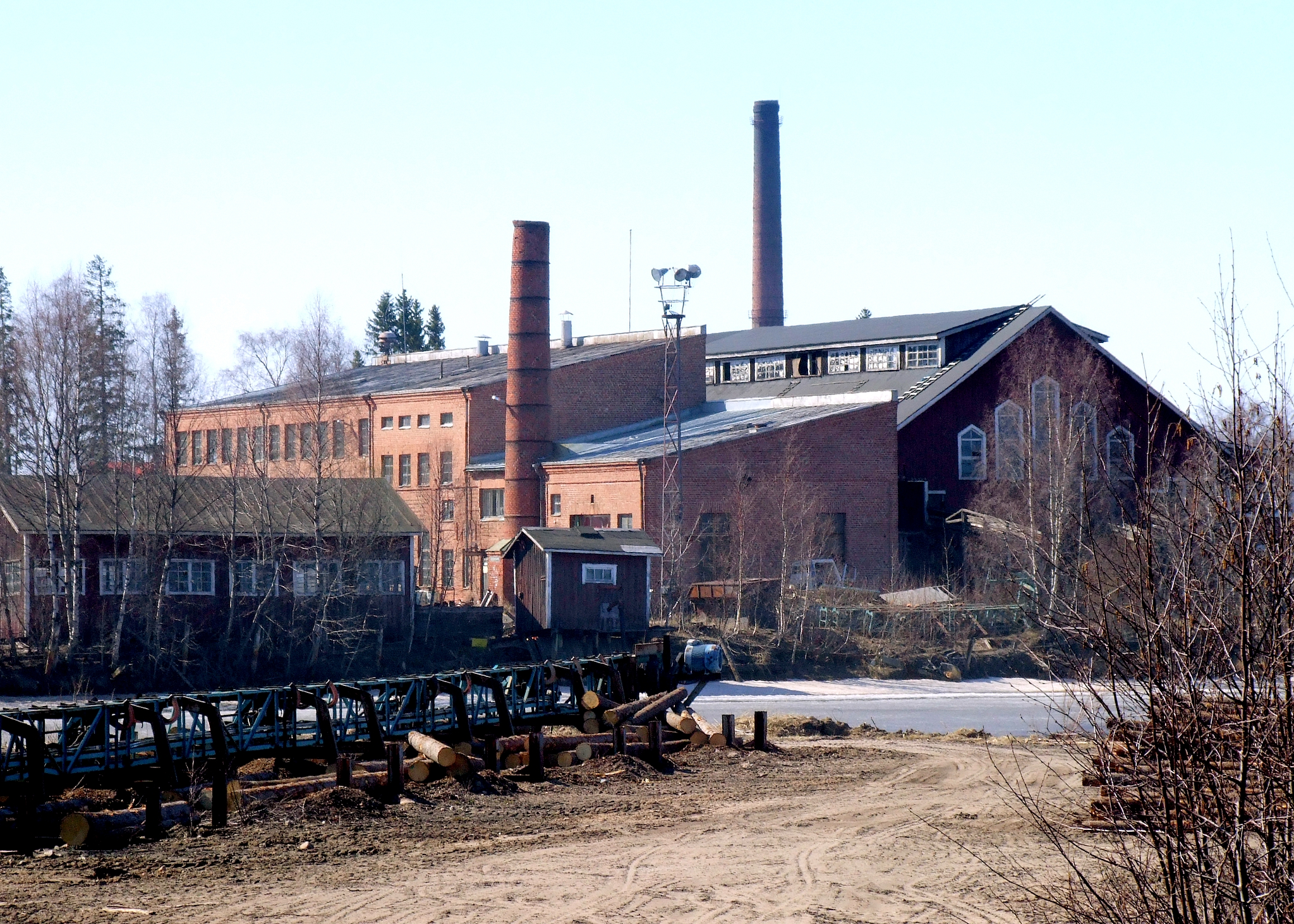
Das alte Sägewerk in Martinniemi
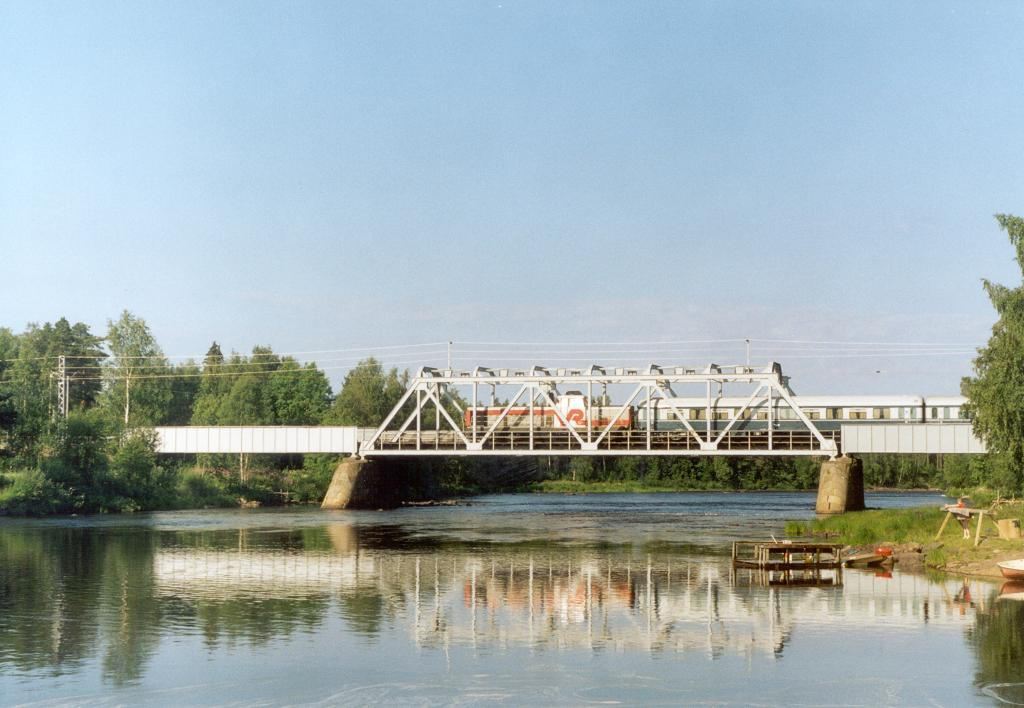
Die Eisenbahnbrücke über den Kiiminkijoki

## Persönlichkeiten

### Söhne und Töchter von Haukipudas
- Riitta-Liisa Roponen (* 1978), Skilangläuferin
- Topias „Topson“ Taavitsainen (* 1998), E-Sportler

### Persönlichkeiten, die vor Ort gewirkt haben
- Samuli Pohjamo (* 1950), Redakteur und Politiker